# Jüdischer Friedhof Sinsheim

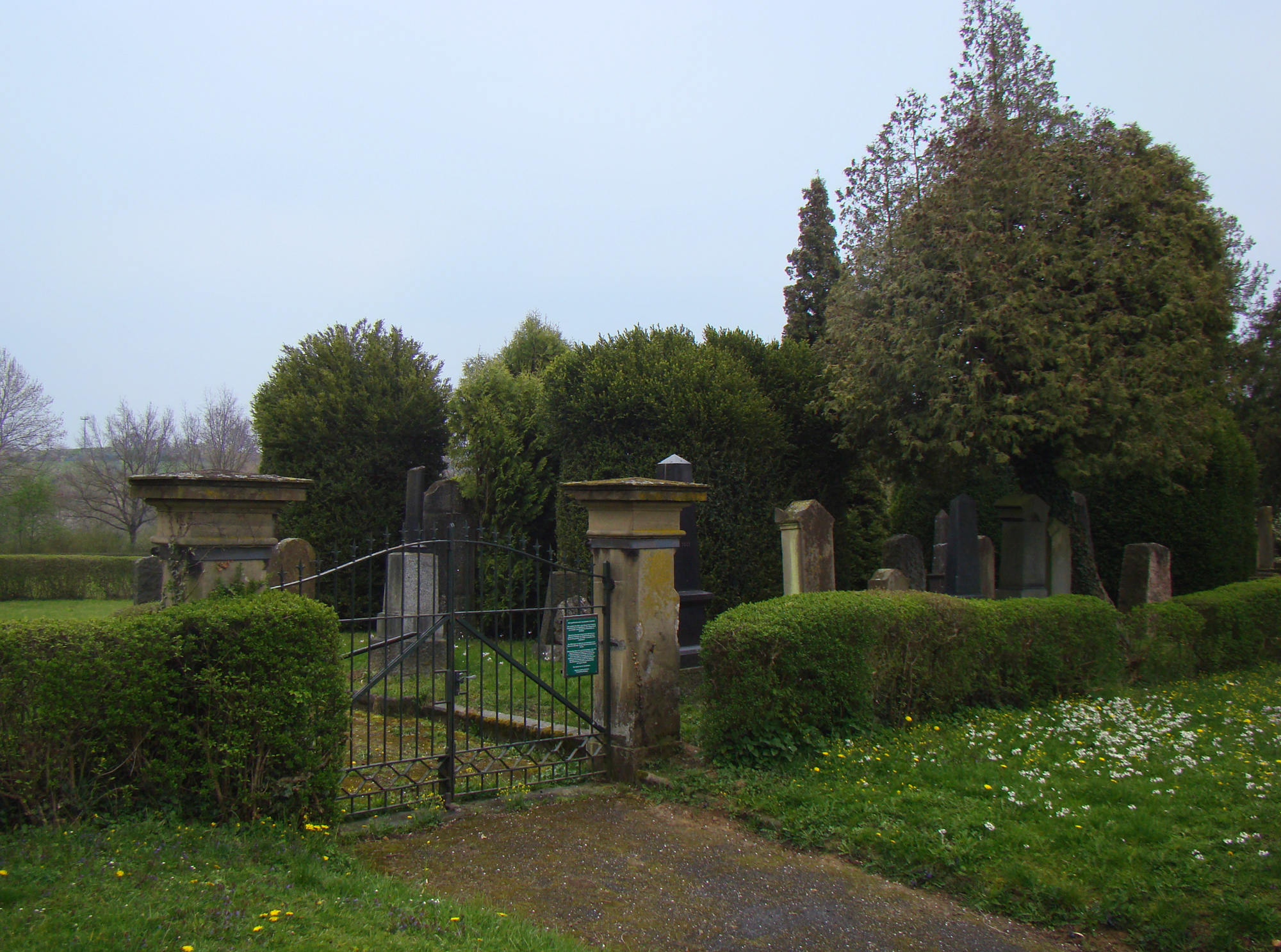
Jüdischer Friedhof in Sinsheim

Der Jüdische Friedhof Sinsheim ist ein jüdischer Friedhof in Sinsheim, einer Stadt im Rhein-Neckar-Kreis im nördlichen Baden-Württemberg. Der Friedhof ist ein geschütztes Kulturdenkmal. 
Die Toten der jüdischen Gemeinde Sinsheim wurden zunächst auf dem Verbandsfriedhof, dem jüdischen Friedhof Waibstadt, beigesetzt. Um 1890 wurde ein eigener Friedhof errichtet, der nördlich des städtischen Friedhofs (Gewann Krebsgrund) liegt. Der jüdische Friedhof hat eine Fläche von 17,36 Ar und heute sind noch 78 Grabsteine vorhanden. Die erste Bestattung fand 1891 und die letzte 1977 statt.